# Styletta crocea
Styletta crocea är en tvåvingeart som beskrevs av Borgmeier 1960. Styletta crocea ingår i släktet Styletta och familjen puckelflugor. Inga underarter finns listade i Catalogue of Life.